# Eurycallinus unifasciatus
Eurycallinus unifasciatus là một loài bọ cánh cứng trong họ Cerambycidae.